# Воспоминания об Исполиновых горах
«Воспоминания об Исполиновых горах» (также «Исполиновы горы»; нем. Erinnerungen an das Riesengebirge) — картина, написанная немецким художником Каспаром Давидом Фридрихом в 1835 году. Произведение представляет собой пейзаж Исполиновых гор (Крконоше), сделанный с большой высоты. Картина является одним из типичных примеров пейзажей, созданных в рамках романтизма. Выставлена картина в петербургском Эрмитаже, в галерее немецкого искусства.